# 7505 Furusho
7505 Furusho este un asteroid care intersectează orbita planetei Marte.

## Descriere
7505 Furusho este un asteroid care intersectează orbita planetei Marte. Asteroidul prezintă o orbită caracterizată de o semiaxă mare de 2,64 ua, o excentricitate de 0,38 și o înclinație de 6,4° în raport cu ecliptica.